# Wybory do Parlamentu Europejskiego w Portugalii w 2014 roku
Wybory do Parlamentu Europejskiego VIII kadencji w Portugalii zostały przeprowadzone 25 maja 2014. Portugalczycy wybrali 21 eurodeputowanych (w miejsce dotychczasowych 22). Wybory zakończyły się zwycięstwem opozycyjnych socjalistów. Frekwencja wyniosła 33,84%.

## Wyniki wyborów
| Lista wyborcza                                | Głosy     | %     | Mandaty | Zmiana |
| --------------------------------------------- | --------- | ----- | ------- | ------ |
| Partia Socjalistyczna                         | 1 033 158 | 31,46 | 8       | +1     |
| Partia Socjaldemokratyczna + Partia Ludowa    | 909 932   | 27,71 | 7       | −3     |
| Unitarna Koalicja Demokratyczna               | 416 446   | 12,68 | 3       | +1     |
| Partia Ziemi                                  | 234 603   | 7,14  | 2       | +2     |
| Blok Lewicy                                   | 149 628   | 4,56  | 1       | −2     |
| LIVRE                                         | 71 602    | 2,18  | 0       | –      |
| Pessoas-Animais-Natureza                      | 56 363    | 1,72  | 0       | –      |
| Komunistyczna Partia Portugalskich Robotników | 54 622    | 1,66  | 0       | –      |
| Pozostali                                     | 111 799   | 3,40  | 0       | –      |
| Głosy nieważne i puste                        | 245 457   | 7,48  | –       |        |
| Razem                                         | 3 283 610 | 100   | 21      | −1     |